# Luciano Moše Prelević
Luciano Moše Prelević (* 1953 in Zagreb, Jugoslawien, heute Kroatien) ist Rabbiner der Jüdischen Gemeinde Zagreb.

## Leben
Luciano Moše Prelević verbrachte seine Jugend in Split. Mütterlicherseits entstammt er der Spliter kroatisch-jüdischen Familie Levi. Er studierte seit 1974 Architektur in Split und Zagreb. Ebenda arbeitete Prelević beim kroatischen Mineralöl- und Gaskonzern INA. Zunächst säkular eingestellt, kam er durch seine Cousine in Kontakt mit der Jüdischen Gemeinde Zagreb. Dort intensivierte er sein religiöses Leben und widmete sich fortan dem Studium der Tora. Um der Hebräischen Sprache gerecht zu werden, wurde Prelević durch seinen Vorgänger Rabbi Kotel Da-Don und durch die Jüdische Gemeinde Zagreb im Jahre 1999 motiviert, in Jerusalem eine Sprachschulung zu unternehmen. Dazu entschloss er sich, Rabbiner zu werden. Die Jüdische Gemeinde Zagreb unterstützte dies mit einem Stipendium. Das Studium erfolgte ab dem Jahr 2002 an der englischsprachigen Talmudhochschule Aish HaTorah. Im Studium absolvierte Prelević unter anderem die Fächer Jüdisches Gesetz und Jüdische Philosophie. Am Shehebar Sephardic Rabbinical College erlangte er das Diplom zum jüdischen Religionslehrer. Luciano Moše Prelević beendete sein Studium erfolgreich 2007.
2008 wurde er in den Dienst eines Rabbiners in der Jüdischen Gemeinde Zagreb beauftragt.
Luciano Moše Prelević ist nach Rabbi Miroslav Šalom Freiberger, der Opfer des Holocaust wurde, der erste kroatische Rabbiner der Jüdischen Gemeinde Zagreb nach dem Ende des Zweiten Weltkriegs.